# Egri főegyházmegye
Az Egri főegyházmegye (latinul: Archidioecesis Agriensis) a római katolikus egyházhoz tartozó egyházmegye Magyarországon. Katedrálisa az egri Szent Mihály- és Szent János-főszékesegyház.

## Terület

### Szomszédos egyházmegyék
- Váci egyházmegye (nyugat)
- Besztercebányai egyházmegye (északnyugat)
- Rozsnyói egyházmegye (észak)
- Kassai főegyházmegye (északkelet)
- Debrecen-Nyíregyházi egyházmegye (kelet)
- Szeged-Csanádi egyházmegye (dél)

## Történelem

### Az alapítástól a török hódoltságig
Az egri egyházmegyét I. István király alapította valószínűleg 1004-ben (de mindenképp 1009 előtt), az általa 1000 és 1009 között alapított tíz püspökség egyikeként. A magyarországi püspökségek közül ennek a területe volt a legnagyobb. A kezdeti időszakban az alábbi vármegyék tartoztak hozzá:
- Heves (Újvár) és Külső-Szolnok
- Borsod
- Abaúj
- Zemplén
- Ung
- Ugocsa
- Szabolcs
- Bereg
- Zaránd; később még:
- Sáros
- Szatmár
- Kraszna
- Torna és
- Máramaros vármegye, valamint a
- Jászság is.

Hozzá tartoztak a Váradi püspökség alapítása előtt a bihari részek is, sőt a zsombolyi (pankotai) főesperesség (benne Dénesmonostora) még ezután is, egészen a 18. század közepéig. Egyik első püspöke az a Buldus volt, aki a hagyomány szerint Szent Gellérttel együtt halt vértanúhalált. A püspökség központja a török hódoltságig a várban volt (tulajdonképpen a vár épült a püspöki központ köré, annak védelmére).
A várban még a 11. században felépítették a Szent János evangélista tiszteletére szentelt püspöki székesegyházat — ezt 1241-ben, amikor II. Kilit volt a püspök, a tatárok felégették. A tatárjárás után többször is átépítették.
Bizonnyal a tatárjárás tapasztalataiból okulva IV. Béla 1248-ban kővár építésére adott engedélyt Lambert egri püspöknek. Az új templomot a régi helyén, de már gótikus stílusban emelték.
Mátyás király uralkodása alatt Beckensloer János püspök gótikus stílusban átépíttette az akkor még a várban álló püspöki palotát; az épület ma is látható. Az építkezéseket Dóczy Orbán püspök folytatta és Bakócz Tamás fejezte be; elkezdték a várbeli székesegyház késő gótikus átépítését is. Mátyás király halála után Estei Hippolit püspök idején építették a közelmúltban felújított Hippolyt-kaput.
Buda eleste után a török fenyegetésre hivatkozva 1542-ben Perényi Péter országos főkapitány megszállta, és saját tulajdonába vette a várat. Később királyi birtok lett, de a püspöki jövedelmeket továbbra is a várra kellett fordítani. Eger igazi urai a többnyire protestáns királyi várkapitányok lettek. 1566-ban Mágóchy Gáspár eltávolíttatta a várból a káptalant és átalakíttatta a székesegyházat: a püspök és a káptalan székhelyét Kassára helyezték át, és ott maradt Eger 1596-os eleste után is, csupán a káptalan tartózkodott 1613–1649 között Jászóváralján. Kassán alapította meg Kisdy Benedek püspök (1648–1660) a szemináriumot, valamint a jezsuita kollégiumot a filozófiai és a teológiai karral.

### Eger felszabadulásától a 18. század végéig
Eger 1687. december 17-én szabadult fel a török uralom alól. I. Lipót 1688-ban szabad királyi várossá nyilvánította (azaz mentesítette az egyházi és földesúri terhek alól). Ez az állapot azonban csak 1695-ig tartott: ekkor Fenessy György püspök kérésére az uralkodó újra püspöki várossá nyilvánította. A mecseteket keresztény templomokká alakították, ekképpen még 1687-ben a jezsuiták is egy egykori mecsetben telepedtek meg (Tatár, 2009).
Egerbe csak Telekessy István püspök (1699–1715), II. Rákóczi Ferenc szabadságharcának egyik aktív támogatója helyezte vissza a püspökség székhelyét. Felújította és székesegyház rangjára emelte a Szent Mihály plébániatemplomot. 1705-ben az aggasztó paphiány enyhítésére szemináriumot alapított.

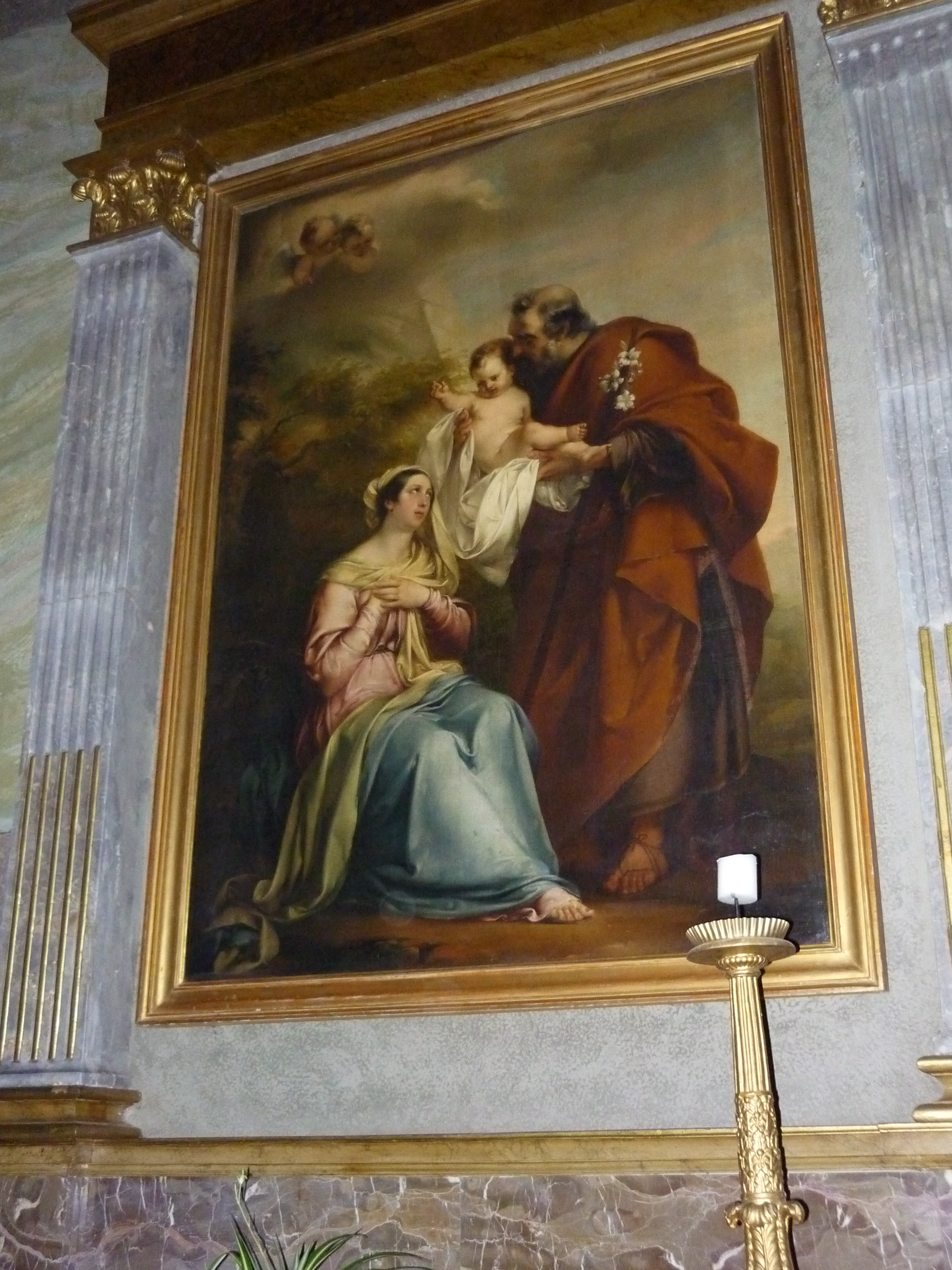
Michelangelo Grigoletti (1840 körül): A szent család (Az egri főszékesegyház jobb oldali mellékhajójának oltárképe)

Utódja, Erdődy Gábor Antal (1715–1755) 1726-ban a plébániatemplom helyén barokk katedrálist emelt, a templom dombjának tövében pedig megépíttette az új püspöki palotát. Vikáriusa, Foglár György 1740-ben jogakadémiát alapított a városban. Ezt kívánta Barkóczy Ferenc püspök (1755–1761) egyetemmé fejleszteni, és meg is kezdték a bölcsészet oktatását. A líceumot Eszterházy Károly püspök (1761–1799) fejezte be, az egyetem alapítását azonban Mária Terézia nem engedélyezte, csak évszázadokkal később, 2015-ben vált valóra az egyetemalapítási szándék.
A 18. században többször is gondoltak a hatalmas egyházmegye fölosztására, de ezt csak 1804-ben, Eszterházy Károly püspök halála után tették meg. Ekkor VII. Piusz pápa három plusz egy részre osztotta, létrehozva a latin Kassai és a Szatmári püspökséget, valamint a görögkatolikus hívek számára a Munkácsi görögkatolikus egyházmegyét, melynek területe akkor az Egri egyházmegye felosztás előtti területét fedte le. Egyúttal a maradék Egri püspökséget metropolitai (érseki) rangra emelte.
A városi polgárság szeretett volna szabadulni az egyházi fennhatóság alól, és kérvényt nyújtott be a parlamentnek, hogy nyilvánítsák Egert szabad királyi várossá, de nem jártak sikerrel.

### 19—20. század
A 19. század egri érsekei elsősorban a szociális és oktatási intézmények támogatásával tűntek ki. A harmadik egri érsek 1827–1847 között a német nyelvű költeményeiről ismert Pyrker János László eltávolított velencei pátriárka lett (kárpótlásul megtarthatta pátriárkai címét). Ő bővítette a palotát, megalapította (1828-ban) az első magyar nyelvű tanítóképzőt Egri Érseki Tanítóképző néven, valamint egy rajziskolát. Ő alapozta meg a vár kultuszát. Fő műve a mai katedrális, Magyarország második legnagyobb temploma, amit 1831 és 1837 között Packh János, majd Hild József tervei alapján emeltek klasszicista stílusban. Pyrker érsek 1844-ben a Magyar Nemzeti Múzeumnak ajándékozta gazdag képgyűjteményét — lényegében ez lett az 1900-ban megnyitott Szépművészeti Múzeum anyagának alapja.

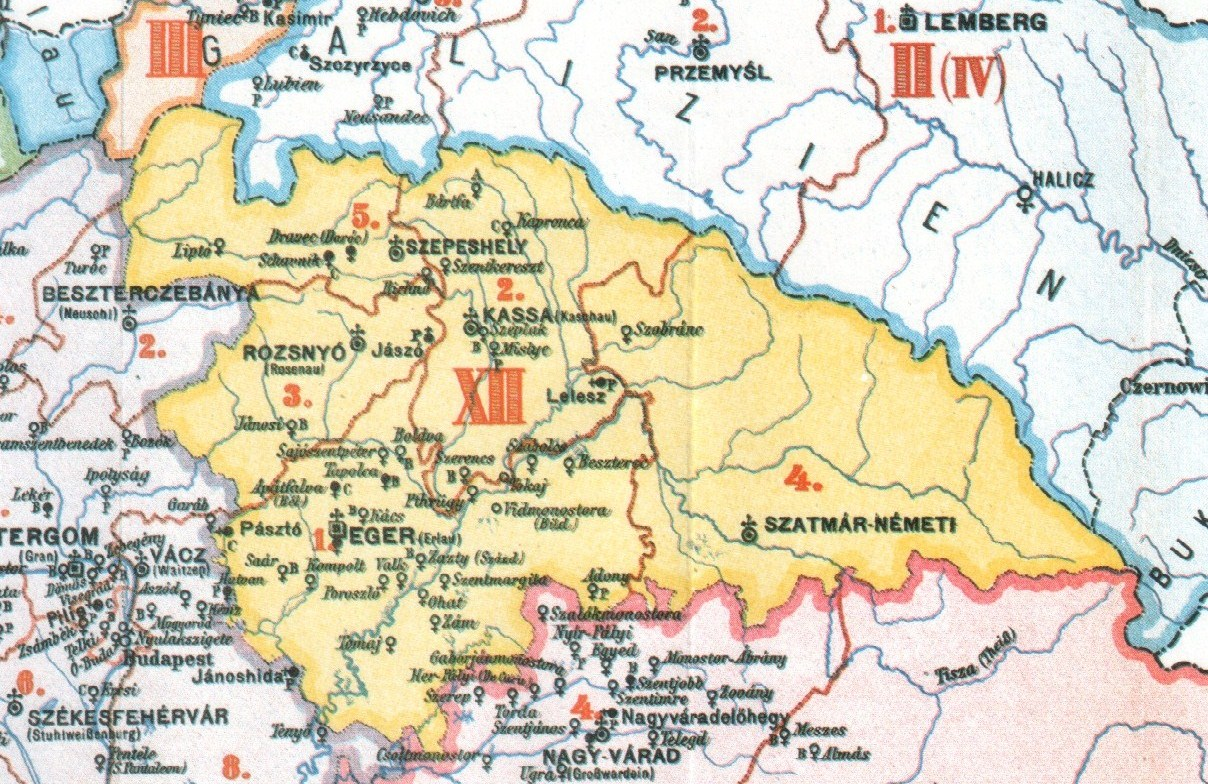
Az egri érseki tartomány 1909-ben
1. Egri főegyházmegye
2. Kassai egyházmegye
3. Rozsnyói egyházmegye
4. Szatmári egyházmegye
5. Szepesi egyházmegye

Utódai közül Bartakovics Béla (1850–1873) telepítette le Egerben az angolkisasszonyokat. Újraindította a jogi akadémiát is. Samassa József (1873–1912) gondoskodott a beteg és munkaképtelen papok ellátásáról. Szmrecsányi Lajos (1912–1943) felső kereskedelmi iskolát és több konviktust alapított, az első világháború alatt pedig az érseki palotában hadikórházat létesített.
1948-ban az egyház intézményeit, birtokait államosították (néhány épületnek, például az egri Líceumnak csak a használati jogát vették el az egyháztól, a tulajdonjoga az egyházé maradt). A Róma iránti töretlen hűség egyfajta szimbóluma a székesegyház 1950-ben festett, Eger és Róma kapcsolatát ábrázoló freskója.

### A rendszerváltás után
A rendszerváltás után a magyar egyházmegyék rendszerét is átalakították. II. János Pál pápa 1982-ben átmenetileg megnövelte a főegyházmegye területét, amikor hozzácsatolta a Rozsnyói és a Kassai egyházmegye Magyarországon maradt részeit, amiket addig helynökök kormányoztak. 1993-ban aztán a főegyházmegye területének keleti részéből új egyházmegyét alapított Debrecen-Nyíregyháza kettős központtal, a nyugati, nógrádi plébániákat a Váci, illetve a nagykunságiak egy kisebb részét, valamint a békési plébániáit pedig a Szeged-Csanádi egyházmegyéhez csatolta.

## Szervezet

### Az egyházmegyében szolgálatot teljesítő püspökök
| Fénykép | Név, beosztás                               | Születési helye, ideje                        | Kinevezés dátuma |
| ------- | ------------------------------------------- | --------------------------------------------- | --- |
|         | Ternyák Csaba egri érsek                    | Fertőszentmiklós, 1953. december 4. (71 éves) | esztergom-budapesti segédpüspöknek és címzetes érseknek kinevezve: 1992. december 24. A Klérus kongregáció titkára: 1997. december 11. Egri érsek: 2007. június 9. |
|         | Katona István nyugalmazott egri segédpüspök | Nagykáta, 1928. október 3. (96 éves)          | váci segédpüspöknek kinevezve: 1989. november 3. egri segédpüspöknek kinevezve: 1997. október 10. Nyugállományban: 2013. november 25.                              |

## Tevékenységek

### Főbb oktatási intézmények
- Egri Hittudományi Főiskola és Érseki Papnevelő Intézet
- Eszterházy Károly Katolikus Egyetem